# Little King's Story
Little King's Story (王様物語?, Ōsama Monogatari) è un videogioco di ruolo sviluppato da Cing e pubblicato nel 2009 da Rising Star Games per Wii. Creato dagli sviluppatori di Harvest Moon e Chulip, ha ricevuto nel 2012 una conversione per PlayStation Vita in collaborazione con Konami dal titolo New Little King's Story e nel 2016 è stato distribuito per Microsoft Windows attraverso Steam, GOG.com e Humble Store.

## Trama
Il protagonista è un ragazzo timido che ha trovato una corona misteriosa che gli dà il potere di far eseguire alle persone i suoi ordini. In qualità di re del villaggio il suo obiettivo è quello di espandere il paese e rendere felici i suoi sudditi. Il design del gioco combina elementi di simulazione con elementi di avventura.

## Personaggi
- Re Corobo un giovane re che vuole essere felice e diffonde la felicità. Si imbatte in una corona magica che gli dà la capacità di emettere qualsiasi comando a tutti i suoi cittadini, e decide di utilizzarlo per rendere ricco il regno di Alpoko ormai in rovina.
- Howser il consigliere del re che lo spinge a conquistare il mondo.
- Berde giovane ragazza, ministro delle registrazioni.
- Liam membro dello staff del re e ragazzo un po' grasso.

## Colonna sonora
La colonna sonora del gioco è interamente formata da musica classica ma tutti i brani sono stati modificati per rendere l'esperienza di gioco il più godibile possibile.
All'uscita del gioco gli sviluppatori hanno voluto mettere alla prova i giocatori per vedere se erano in grado di capire da quali canzoni provenivano i brani modificati, ad oggi quasi tutti i brani sono stati affiancati alle loro rispettive canzoni originali, eccetto una canzone, che la community ha nominato DVSP il nome proviene da "Dark Valley" e "Skull Plains" due aree del gioco in cui si può ascoltare questo brano, la community anche con l'aiuto di molti esperti di musica classica non è ancora riuscita a trovare la sua canzone originale.